# Anisomeristes doderoi
Anisomeristes doderoi là một loài bọ cánh cứng trong họ Corylophidae. Loài này được Peyerimhoff miêu tả khoa học đầu tiên năm 1917.